# Sieciesław
Sieciesław, Siecsław, Siecław, Siesław – jest to albo staropolskie imię męskie, złożone z członu Siecie- ("rozumieć, przypomnieć sobie, domyślać się, czuć, spostrzegać") i -sław ("sława"), które może oznaczać "domyślający się przyszłej sławy", lub też neologizm i jego pochodne, powstały z imienia Sieciech, kiedy świadomość pochodzenia tego imienia zatarła się i błędnie zostało ono uznane za imię kończące się członem -sław (zamiast -ciech).
Żeńskie odpowiedniki: Sieciesława, Siecsława, Siecława, Siesława.
Sieciesław imieniny obchodzi 22 sierpnia.